# Tata Hispano
Tata Hispano (anteriormente denominada Hispano Carrocera, S.A.) fue una de las principales constructoras de autobuses, autocares, cabinas para autocares y trolebuses en Europa. Era parte del consorcio indio Tata Motors.
La empresa poseía dos plantas de producción; una situada en Zaragoza (España) donde estaba la casa matriz, y otra en Casablanca (Marruecos), con una capacidad de producción global de 2.000 unidades al año, aunque nunca pasaron de 700 al año. A lo largo de su historia, Hispano ha tenido relaciones de comercio internacional con más de 50 países.

## Historia
Los orígenes de Hispano se remontan a 1939, cuando Vicenzo Angelino Gervasio, un joven italiano nacido en Nápoles en 1912, decide instalarse en Zaragoza y fundar Talleres Nápoles, pequeña empresa que en su origen se dedica a la reparación, soldadura y hojalatería.
Tras el éxito comercial de la cabina única de camión, con diseño del propio Gervasio, este se establece en 1958 en una nave de unos 3.000 metros cuadrados, construye su primer autobús y finalmente en 1960 construye el primer autobús de doble piso en España
En 1962 Gervasio amplía el negocio fundando Factorías Nápoles, S.A. ,construyendo unas instalaciones que marcarían toda una época en la historia industrial de esta ciudad. Se llegaron a fabricar 1000 vehículos anuales.

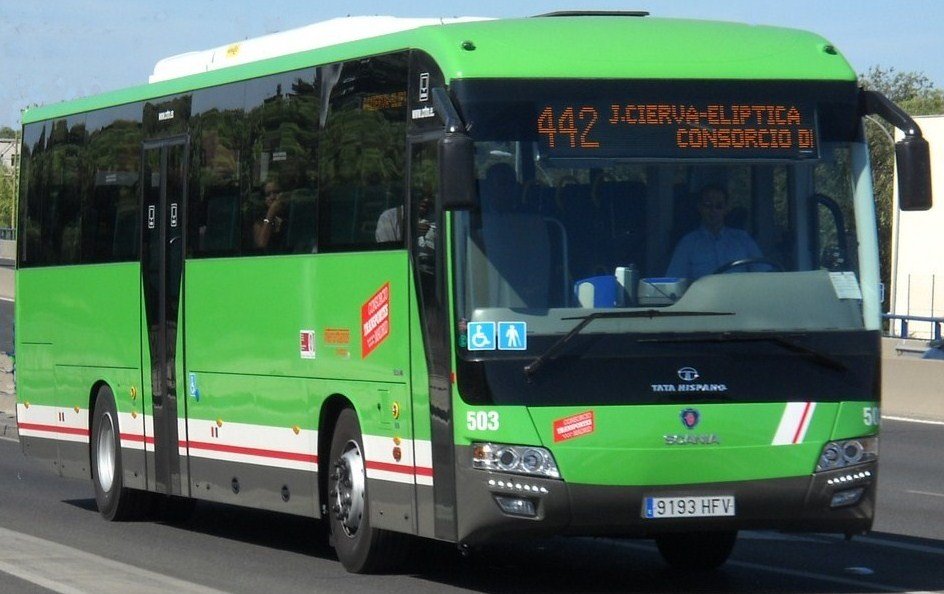
Modelo Intea

En 1964 la empresa Fabricaciones industriales S.A adquiere la empresa. A continuación Pegaso quiso adquirir la empresa, al igual que Angelino. Finalmente por la congelación de las operaciones, ninguna de los compradores adquirió la empresa hasta que fue comprada en 1966 por Barreiros Diésel, S.A.
En 1969 el grupo Barreiros, que contaba en esos momentos con más de 25.000 trabajadores, es adquirido por la multinacional Chrysler y se crea Chrysler España, S.A. A partir de este momento, las instalaciones de lo que en un futuro será Hispano se dedican única y exclusivamente a la producción de autobuses y autocares, con disciplina y metodología de trabajo de fuerte influencia estadounidense, hasta que la empresa es adquirida en 1971 por la carrocera belga Van Hool, al no conceder el gobierno la licencia de funcionamiento a Nazar.
La experiencia de la fábrica de Zaragoza, unida a la avanzada tecnología y sinergias del resto del grupo Van Hool pronto conducen a una intensa revolución en el mercado, que se traduce en una fulgurante trayectoria ascendente de los productos de la planta y un importante aumento de las exportaciones a gran cantidad de países.
En 1983 la gran mayoría de trabajadores de Van Hool se convierten en propietarios de la fábrica, que se transforma en Sociedad Anónima Laboral y pasa a denominarse Hispano Carrocera, S.A.L, cuando Van Hool de manera sorpresiva abandona la empresa de Zaragoza. Los trabajadores vuelven de las vacaciones de verano y se encuentran las puertas cerradas, sin ningún aviso. Durante los primeros años se fabrica bajo la licencia de Van Hool, con quien se llega a un acuerdo, pero al término de esta se formaliza la marca Hispano Carrocera. La empresa se abre camino de forma sustancial, llegando a tomar posiciones de liderazgo en el mercado de autocares a finales de la década de los 80.
En agosto de 1992 la factoría se traslada a La Cartuja Baja, una importante zona industrial cercana a Zaragoza. Estas instalaciones albergaron la fábrica principal de Hispano y contaban con una extensión de más de 112.000 metros cuadrados, siendo consideradas en su día como unas de las más grandes y modernas de Europa en su sector.
En 1993 una, en apariencia, importante empresa mexicana, CAPRE (Llamada actualmente NOVACAPRE) y luego Investalia, adquiere el 100% del capital de la sociedad a un bajo precio, que luego no pago por entero a sus trabajadores. La nueva dirección intenta infierir a la organización un nuevo espíritu, lo que supone una radical transformación de la empresa que se refleja en la sustitución de la anterior marca por la de Hispano, unida a un nuevo y vanguardista logotipo. Internamente desbarata toda la estructura con decisiones difusas debido a su escaso conocimiento industrial y del producto.
En 1997 Hispano llega a un acuerdo de colaboración con el estudio Pininfarina, que se hace cargo de todos los diseños exteriores del producto. El primer fruto de este trabajo conjunto se materializa al año siguiente, con el nuevo autobús urbano: el Habit. Todo el interior del vehículo se diseña y desarrolla por personal de Zaragoza.

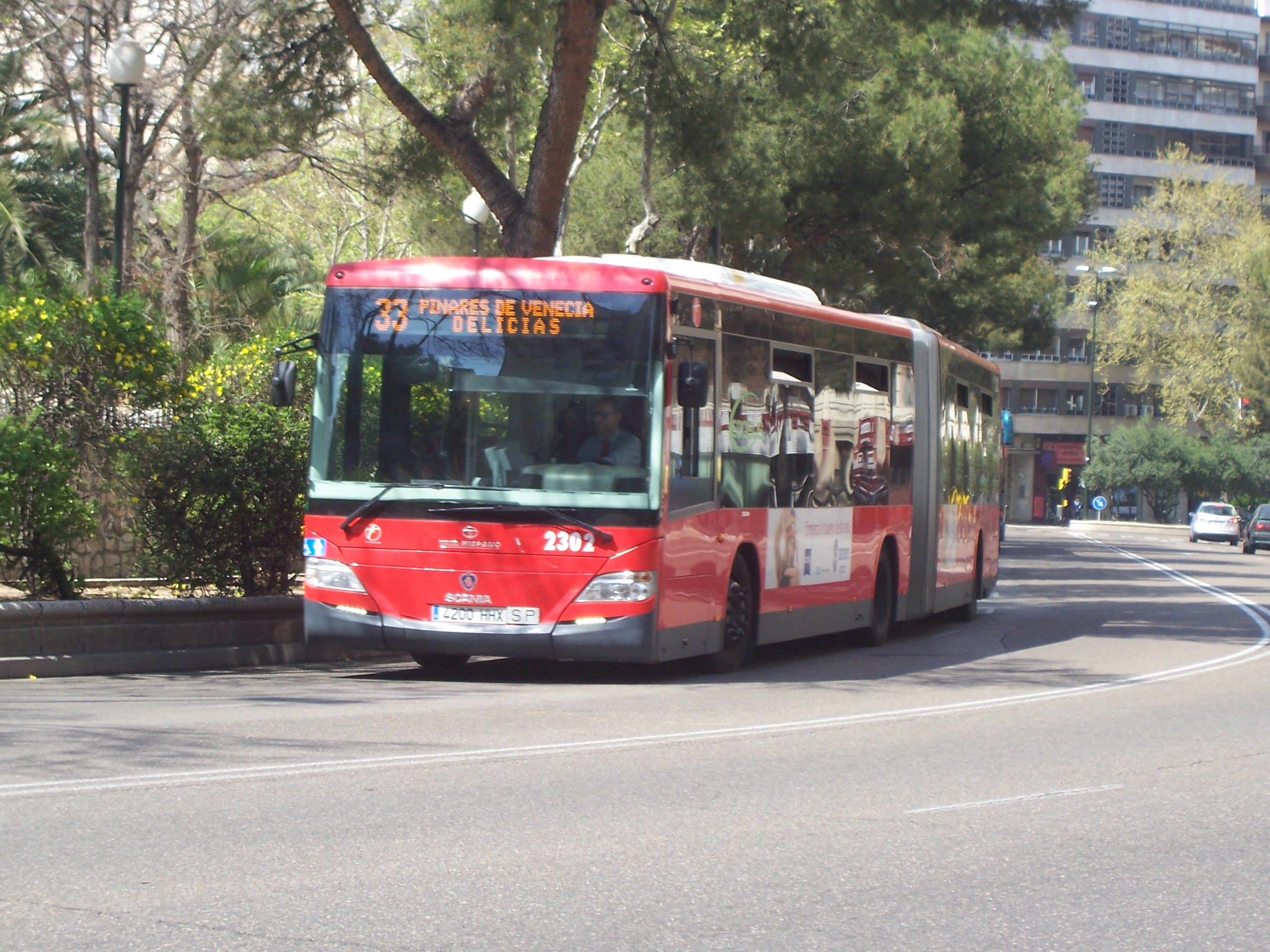
Scania N-310 UB Tata Hispano Área

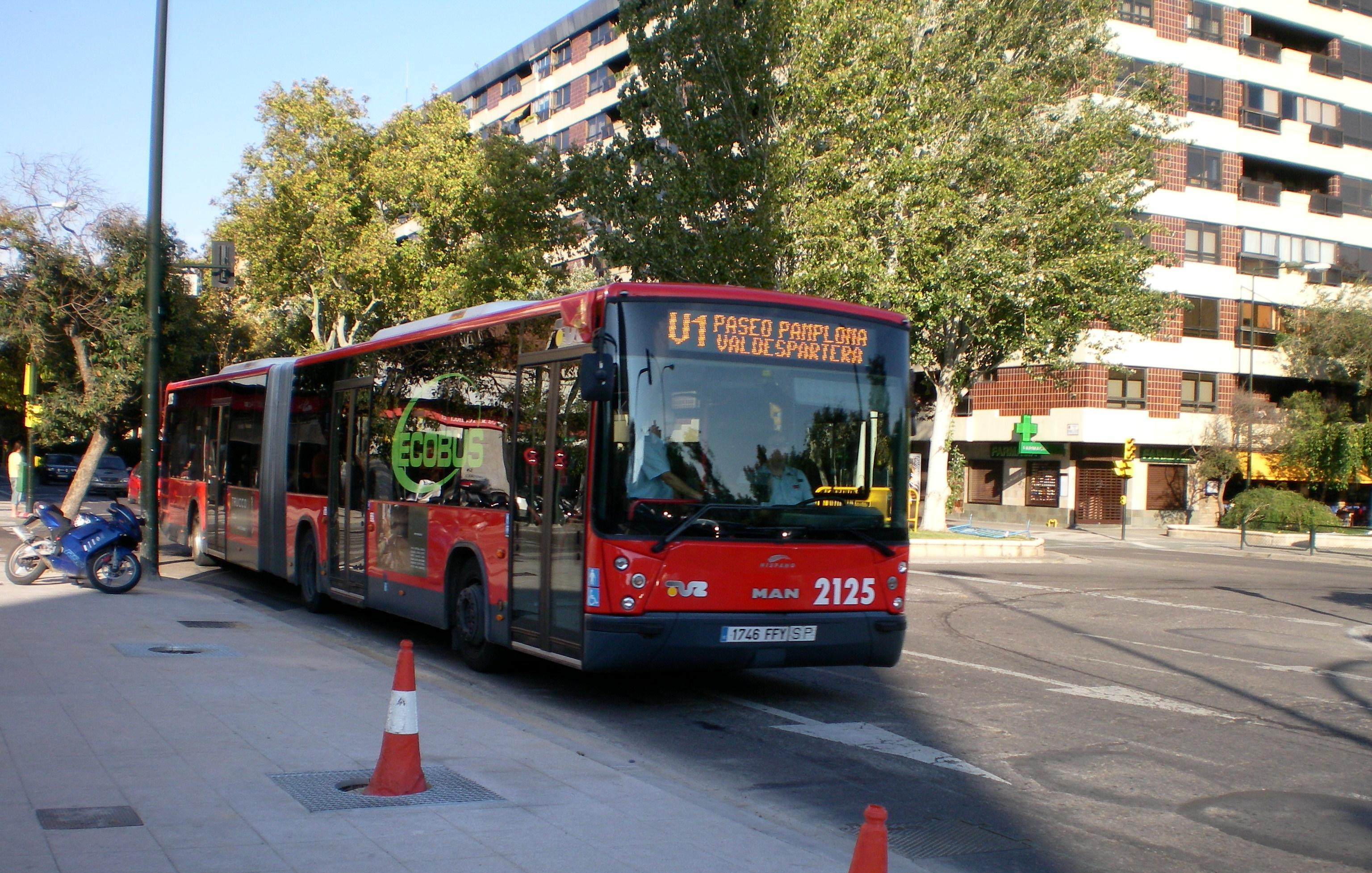
MAN NG313-F; Hispano Carrocera "Habit"

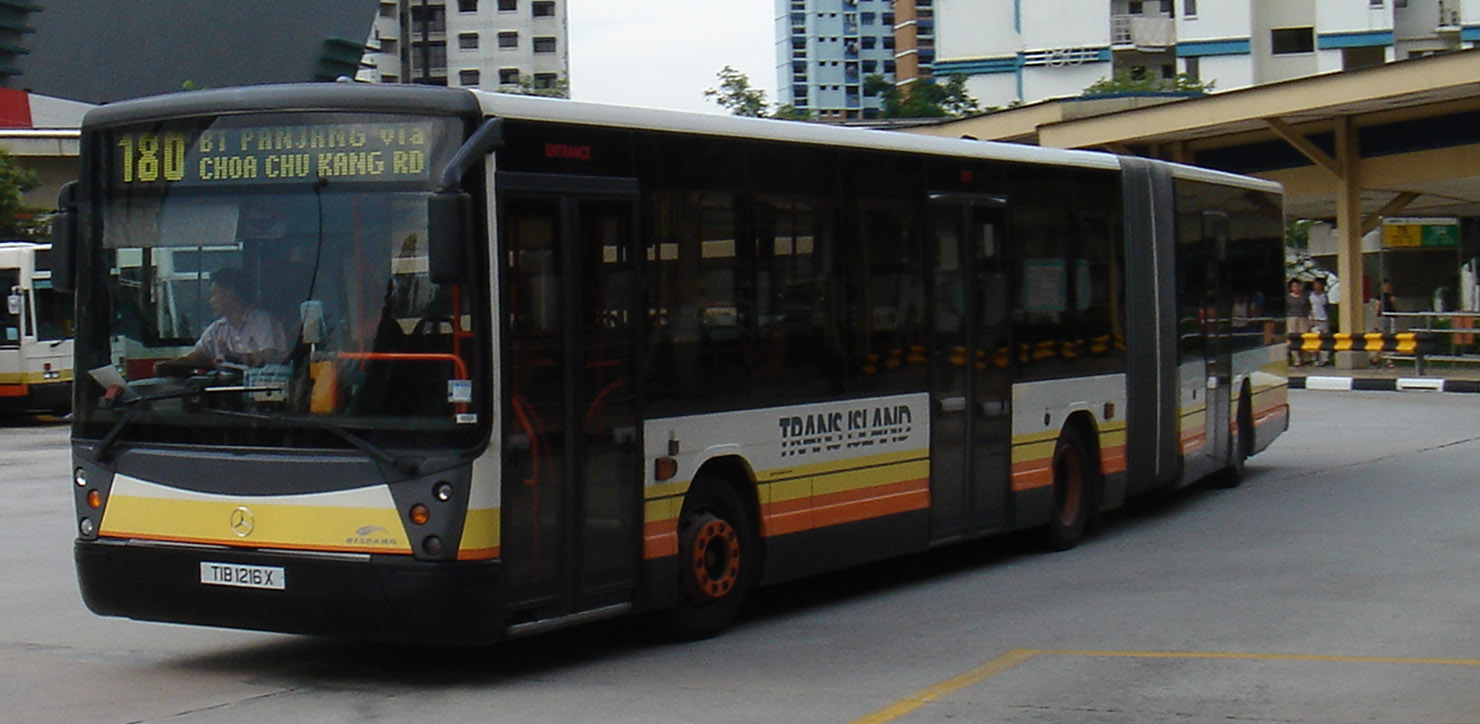
Carrocería Habit de Hispano.

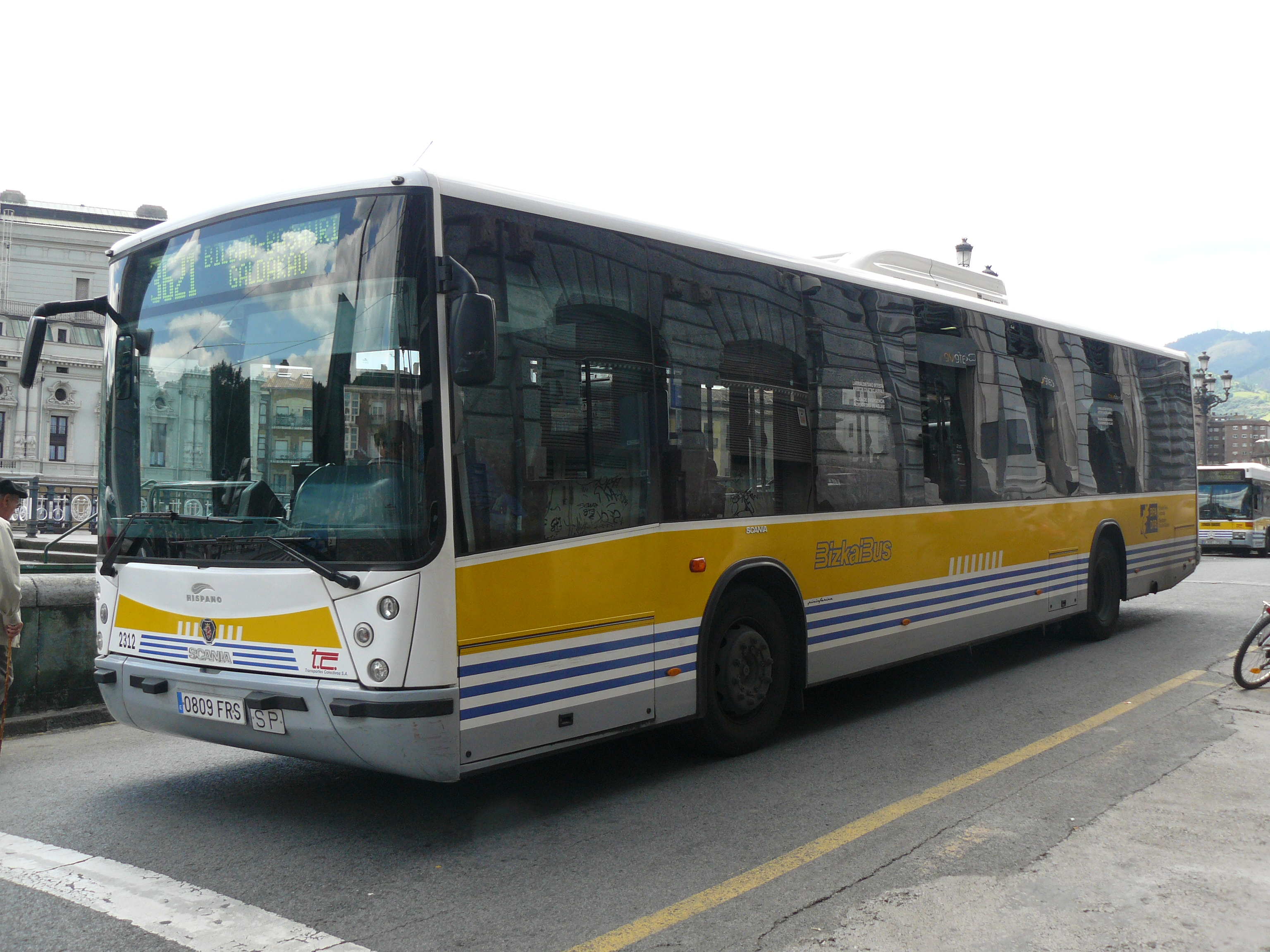

El 14 de septiembre de 2000 se inaugura un nuevo centro productivo en Marruecos. Este año también supone la consolidación definitiva del nuevo modelo de bus urbano de Hispano, tanto en el ámbito comercial como en cuanto a reconocimiento en el sector, ya que fue elegido Autobús del Año 2000 en España, y 2º Autobús del Año 2001 en Europa.
En 2001 Hispano llega al liderazgo absoluto en ventas de autobuses urbanos en España, con la mayor cuota en este segmento del mercado. Este mismo año construye un nuevo autocar preparado para largos recorridos: el Divo, una vez más con la participación de Studi Pininfarina. Sin embargo la producción de este vehículo es muy costosa, por una mala definición industrial, y sus ventas se reducen a mínimos. En toda su historia sus ventas no superaron las 200 unidades, a pesar de una agresiva política de precios.
Hispano tiene problemas económicos en varias ocasiones, motivo por el cual pasa a ser dirigido por distintos grupos empresariales. Ante los problemas financieros y de liquidez que estaba atravesando, en 2005 el grupo indio Tata Motors se introduce en el capital de la empresa, al comprar el 21 por ciento del capital con la intención de introducirse en el mercado Europeo. Progresivamente Tata Motors va tomando el control de la organización, llegando a compras la factoria y todas las instalaciones, cobrando a Hispano Carrocera un alquiler mensual a partir de ese momento.
En 2009, ante la absoluta falta de capital del resto de socios para mantener las operaciones, Tata Motors adquiere el 100% del capital de Hispano Carrocera, con lo que la empresa pasa a denominarse "Tata Hispano Motors Carrocera". Con la intención de mejorar las cifras económicas de la empresa, se producen una serie de despidos en la plantilla, y una total renovación del equipo directivo, trayendo nuevos directivos en algunos casos de empresas de la competencia,  a la vez se presenta a los clientes una renovación completa de la gama de autobuses. A pesar de estas y otras medidas, el balance económico sigue sin mejorar, manteniendo unas perdidas de 12 millones de Euros al año, que aumentan a 18. Desde que Tata adquiere la empresa hasta su cierre, se pierden 60 millones de euros. Ante la falta de expectativas de mejora, a finales de 2013, Tata despide a toda la plantilla y anuncia el cese de actividad, después de haber estado un año engañando a la plantilla, ya que a principios de 2013 realizó estudios de cierre que no comunicó.
Los trabajadores realizan un intento para retomar la actividad con el formato de cooperativa, pero no resulta posible y desaparece definitivamente la empresa tras cerca de 70 años.

## Modelos de Hispano
- VOV. Modelo destinado a la utilización en recorrido urbano y suburbano. Al inicio de su vida, con dos escalones por puerta.

Posteriormente y con la aparición de los chasis de autobuses urbanos de plataforma plana, se adaptó reduciendo mucho la altura del piso, ganando enteros en cuanto a accesibilidad para personas mayores , mujeres embarazadas  o usuarios de silla de ruedas ,al no existir escalones en los accesos del vehículo, que así disponía del piso a la altura de la acera. 
Su carrocería podía ser adaptada a cualquier chasis, en longitudes de 9 a 12 metros, y de 18 en vehículos articulados.
- Habit. Es el modelo que reemplazó al VOV II, durante el año 2000 sólo estaba ya disponible el nuevo vehículo.[5]

Este autobús ganó en versatilidad y variedad de gama. Además de los modelos de 9,7 a 12 metros, las carrocerías rígidas llegaban ya hasta los 15 metros. El articulado seguía siendo un 18 metros. 
Aparecieron variantes low entry (LE), desarrolladas sobre un chasis de autocar interurbano, unido a la parte delantera rebajada de un autobús urbano puro. En este caso, las longitudes disponibles iban de los 9,7 a los 15 metros. No había Habit LE articulado.
La idea era desarrollar un vehículo que también pudiera ser adecuado mecánicamente para rutas cortas por carretera, con paradas, entre dos ciudades.
- Avutarda. Es un modelo desarrollado bajo el paraguas de VanHool. Hispano siguió con su fabricación y venta hasta que el Phoenix lo reemplazó en los albores del año 1990.

Se trataba de un autocar puro, desarrollado para largos viajes por carretera abierta, con chasis como el Pegaso 5036 s o 5231, Mercedes 0303, Scania 112 o el Volvo B10M. Ofrecía un gran confort de marcha y podía equiparse a la carta, al gusto del cliente. Clubes como el Real Oviedo, se beneficiaron de autocares con asientos de gran lujo, por ejemplo. 
- Alcotan. Es una evolución del Avutarda. Continuó en fabricación de manera simultánea con el Phoenix. La empresa Alsa adquirió muchas unidades sobre mecánica Mercedes 0303 , tanto en versión atmosférica como turboalimentada. Varios de ellos, con un equipamiento más lujoso de lo habitual y con nuevos e innovadores servicios, fueron de los primeros Alsa Supra de la historia.

También el Alcotan se había beneficiado de los refuerzos estructurales del Phoenix. 
- Phoenix. Este autocar de lujo apareció en 1990. Venía a sustituir al modelo Avutarda, y desde el inicio su desarrollo tuvo en cuenta la seguridad, ya que fue construido con una estructura reforzada para resistir al vuelco en un accidente.

Los chasis Pegaso 5231 o 5232 o 5237. DAF SB3000, Volvo B10M, y Man 18.320 por ejemplo, se empezaron a hacer más frecuentes en esta época. También existieron muchas unidades sobre Mercedes.
Ofrecía un gran confort de viaje, ya que era un desarrollo totalmente nuevo y partiendo prácticamente desde cero.
- Vita. Un modelo nuevo, llamado a reemplazar al Phoenix. Disponía de una renovación exterior completa. No era un desarrollo desde cero, pero incluía innovaciones como la luna frontal más inclinada que favorecía la aerodinámica a velocidades elevadas.

Alsa fue una empresa que confío en este modelo. Durante su vida, la mecánica de la marca Mercedes sufrió una renovación, y el chasis 0404 apareció en el mercado.
Los primeros 0404 340 no duraron demasiado, ya que su mecánica, fue reemplazada por una versión mejorada del 0404, con una disposición revisada y 381cv de potencia máxima. 
También fue el último modelo de Hispano que se pudo adquirir acoplado a un chasis de Pegaso con el modelo 5232 o 5237, marca que desapareció antes de que el Vita fuese descontinuado. 
También existieron unidades del Vita con equipamiento de lujo.
- Vitamin. Este modelo era más pequeño. Fue un desarrollo que aprovechó el diseño general del Vita, pero pensado para acoplarlo en un chasis de motor frontal, proveniente de, por ejemplo, un Iveco EuroCargo. Fue un modelo que apenas tuvo éxito, y apenas sí se llegaron a vender algunos ejemplares.

- Cierzo. Fue el modelo de autocar que vino a ocupar el espacio del Vita. No obstante, sus ventas no llegaron al nivel de su antecesor.

Existieron unidades carrozadas sobre chasis de Scania, Iveco y Volvo.
Se trataba de revisar, en lo posible, un autocar de por sí adaptado para los estándares de la época, el Vita, y evolucionar. La estructura básica se mantenía, las mecánicas evolucionaban, pero la estética del frontal cambió, con unos nuevos retrovisores integrales, acoplados a un frontal de líneas más aerodinámicas. El lateral también fue rediseñado.
Curiosamente, las unidades sobre chasis de Mercedes-Benz, fueron bastante escasas, considerando el éxito que había cosechado el Vita sobre esos mismos chasis.
- Divo. Fue el último autocar diseñado como marca independiente. Se dio una vuelta de tuerca al diseño. Se contrató a Pininfarina (que colaboró también con el diseño del Habit). Se diseñó una estructura que disipaba mejor los golpes frontales, distribuyendo parte de la energía por debajo del habitáculo.

La segunda generación del modelo Divo, progresó en cuanto al diseño del frontal. El diseño de parte de los interiores también sufrió cambios.
Estos modelos fueron bastante corrientes verlos acoplados a chasis de marcas como Volvo, Mercedes-Benz y Scania.

## Gama de autobuses y Autocares Hispano en el último periodo

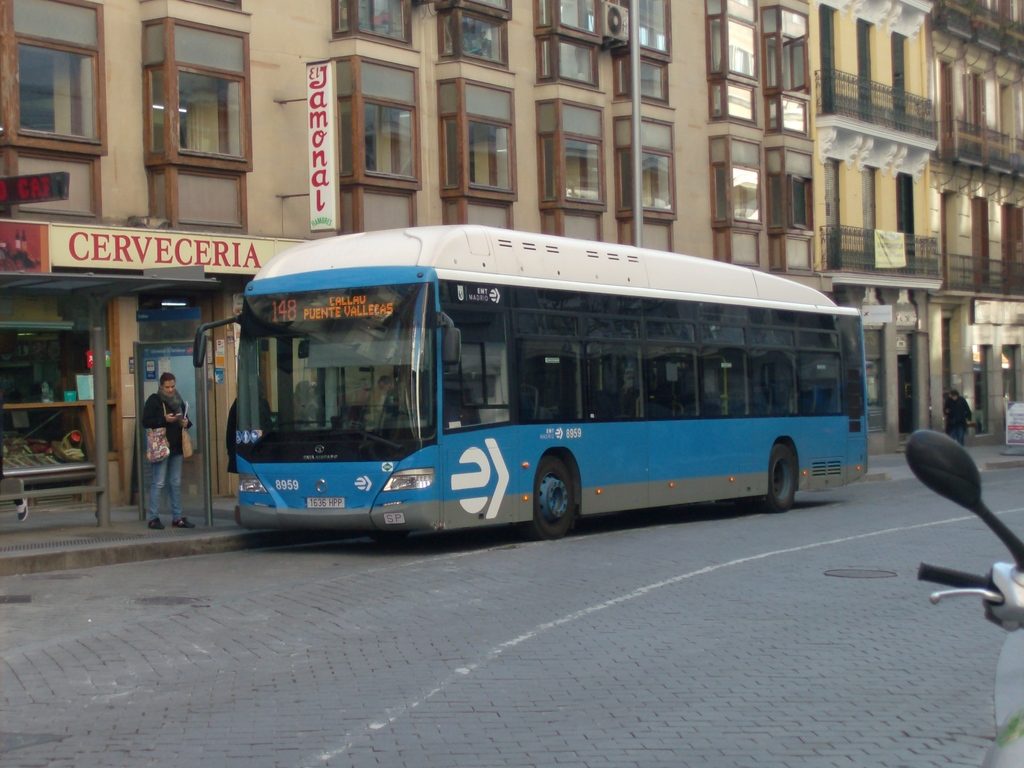
Tata Hispano Area sobre chasis Iveco en Madrid.

En el último periodo, la gama Hispano se dividía en tres segmentos: transporte urbano, suburbano-regional (cercanías), e interurbano. 
Modelos de Transporte Urbano:
- Habit: en producción desde 1997, creó una carrocería de Urbano en 2010. El nuevo autobús se denominó "Area". Aunque su uso natural es el transporte urbano, existen empresas que lo destinan a líneas interurbanas de corto recorrido. Estos nuevos modelos podían ser carrozados no solo para modelos diésel o de gas, sino que también se podrán carrozar autobuses híbridos sobre Alexander Dennis o Siemens + Tata Motors
Además en Transporte Urbano en la FIAA de 2010 se presentó el nuevo modelo de urbano Area disponible en todos los bastidores del mercado. Por desgracia para la empresa sólo se realizaron prototipos sin una producción en serie.
Modelos de Transporte de Cercanías
- Intea: presentado junto al modelo Xerus a finales del 2009, se trató de la nueva apuesta de Hispano por entrar en el segmento del transporte suburbano. Se diferencian dos modelos distintos: el Intea Regional, destinado a líneas de media distancia, entre 50 y 150 km, se trata de un autobús interurbano pero de piso elevado. Y el Intea Suburbano, un autobús interurbano pero de tipo "Low Entry", es decir de piso bajo. Solapa su ámbito de actuación con el modelo Habit, ya que al ser de piso bajo, su elevada accesibilidad le hace apto para el uso en el transporte urbano. No consiguió un volumen de ventas adecuado.
Modelos de Transporte Interurbano y Discrecional
- Xerus: el nuevo modelo, presentado en 2009 como el autocar de lujo de la marca, estaba destinado tanto al transporte de línea de larga distancia, como a los servicios discrecionales. Nació para sustituir al modelo "Divo II Gran Turismo (GT)", que no tenía ventas, aunque este se siguió fabricando en sus versiones más básicas en Marruecos. En la FIAA 2010 se presentó el modelo Naya de autobuses de largo recorrido en el segmento Premium. En el año 2012 Tata Hispano crea el modelo Scala que es como un Xerus más bajo de altura y de calidad más básica.